# Inmigración nórdica en Australia
Se denomina inmigración nórdica en Australia al proceso de inmigración desde los países nórdicos hacia Australia. Los escandinavo-australianos (en inglés: Scandinavian Australian) son australianos nacidos en Suecia, Finlandia, Dinamarca, Islas Feroe, Noruega o Islandia y/o con ascendencia en aquellos países y territorios.

## Países de origen
Esta es una lista de los países de origen. Los números indican los australianos de ascendencia escandinava total o parcial:
- Daneses en Australia, estimado en 59.376 personas[1][2]
  -  Feroeses en Australia
- Finlandeses en Australia, estimado en 34.000 personas[3]
- Islandeses en Australia
- Noruegos en Australia, estimado en 25.700 personas[4]
- Suecos en Australia, estimado en 30.375 personas[5]